# Lutianxiang (sockenhuvudort i Kina, Jiangxi Sheng, lat 28,95, long 116,93)
Lutianxiang är en sockenhuvudort i Kina. Den ligger i provinsen Jiangxi, i den sydöstra delen av landet, omkring 110 kilometer öster om provinshuvudstaden Nanchang. Antalet invånare är 40 425. Befolkningen består av 19 325 kvinnor och 21 100 män. Barn under 15 år utgör 25,0 %, vuxna 15-64 år 67 %, och äldre över 65 år 7,0 %.
Runt Lutianxiang är det tätbefolkat, med 266 invånare per kvadratkilometer. Närmaste större samhälle är Leping, 18,7 km öster om Lutianxiang. Trakten runt Lutianxiang består till största delen av jordbruksmark.
Genomsnittlig årsnederbörd är 2 308 millimeter. Den regnigaste månaden är juni, med i genomsnitt 395 mm nederbörd, och den torraste är oktober, med 33 mm nederbörd.